# Baden-Hochberg
Baden-Hochberg fou un marcgraviat del Sacre Imperi Romanogermànic.
Va sorgir de la divisió de Baden el 1190, quan Hochberg va anar a parar al segon fill Enric I. El 1290 es va dividir en dues branques: Baden-Hochberg i Baden-Seusenberg. La primera es va extingir el 1415 amb Otó II i va passar a Baden-Baden.
El 1577 a la mort de Carles II de Baden-Durlach l'estat es va dividir en tres parts, una de les quals fou Baden-Hochberg, pel fill Jacob II; però el successor d'aquest, Ernest Jacob, va morir el 1591 sense fills i el marcgraviat va passar a Baden-Durlach.

## Marcgravis

### Primer marcgraviat
- Enric I 1190-1231
- Enric II 1231-1290 (+ 1297)
- Enric III 1290-1330 ?
- Enric IV 1330-1369
- Otó I 1369-1386
- Joan 1386-1409
- Hessó 1386-1410
- Otó II 1410-1415 (+1418)

### Segon marcgraviat
- Jacob II 1577-1590
- Ernest Jacob 1590-1591